# Aku (dialect)
Aku (ook wel Aku Talk of Gambian Krio) is een Creoolse taal gesproken door de Aku, een etnische minderheid in Gambia. De taal is gebaseerd op het Engels met invloeden van Afrikaanse talen zoals het Yoruba.
Aku is een dialect van het Krio, gesproken door afstammelingen van Creoolse (voornamelijk Yoruba) immigranten uit Sierra Leone in de 19e eeuw. In tegenstelling tot het Krio vervult het Aku niet de functie van lingua franca tussen autochtone Gambianen.